# 大卫·M·肯尼迪
大卫·M·肯尼迪（英語：David Michael Kennedy，1941年7月22日—）是一位美国历史学家，专攻美国历史，史丹佛大學教授。主要作品有《免于恐惧的自由：1929年-1945年处于大萧条和战争之中的美国人民》（Freedom From Fear: The American People in Depression and War, 1929–1945，1999年出版，曾获2000年普利策历史奖，列入牛津美国史第九卷）等。